# Pseudoxylomoea laetrina
Pseudoxylomoea laetrina är en fjärilsart som beskrevs av Druce 1898. Pseudoxylomoea laetrina ingår i släktet Pseudoxylomoea och familjen nattflyn. Inga underarter finns listade.